# Decarynodes
Decarynodes là một chi bướm đêm thuộc họ Noctuidae.